# بلاطة (جيولوجيا)

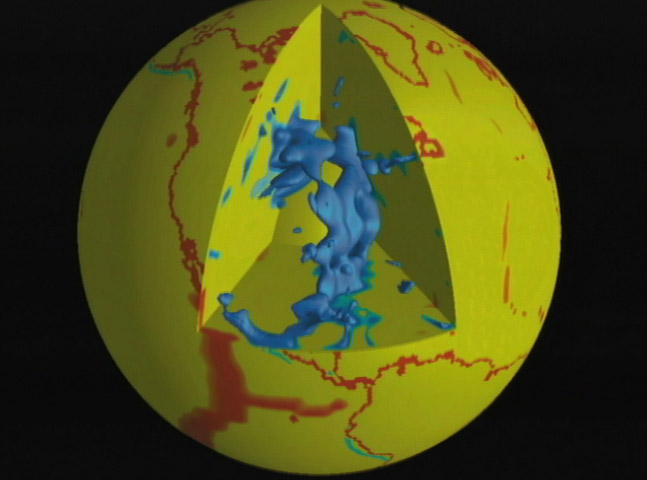
نموذج لبلاطة صفيحة فارالون في أمريكا الشمالية.

في الجيولوجيا، البلاطة (بالإنجليزية: Slab)‏، هو جزء من الصفائح التكتونية التي يتم اندساسها. 
تشكل البلاطات جزءًا مهمًا من النظام التكتوني العالمي. إذ أنها المسؤولة عن حركة تكتونية الصفائح سواء عن طريق السحب على طول الغلاف الصخري المرتبط بهما في عمليات تعرف باسم سحب البلاطة أو شفط التيارات في البلاطة (شفط البلاطة). فهي تسبب البراكين بسبب ذوبان تدفق الوشاح وتؤثر على التدفق والتطور الحراري لغطاء الأرض. يمكن لحركة البلاطة أن تؤدي إلى رفع ديناميكي وهبوط سطح الأرض، وتشكيل طرق بحرية ضحلة، إعادة ترتيب أنماط التصريف.